# Pizzuta d'Avola
La mandorla Pizzuta d'Avola è una cultivar di Prunus amygdalus, tipica della zona del territorio del val di Noto, in particolare di Avola in provincia di Siracusa.

## Descrizione

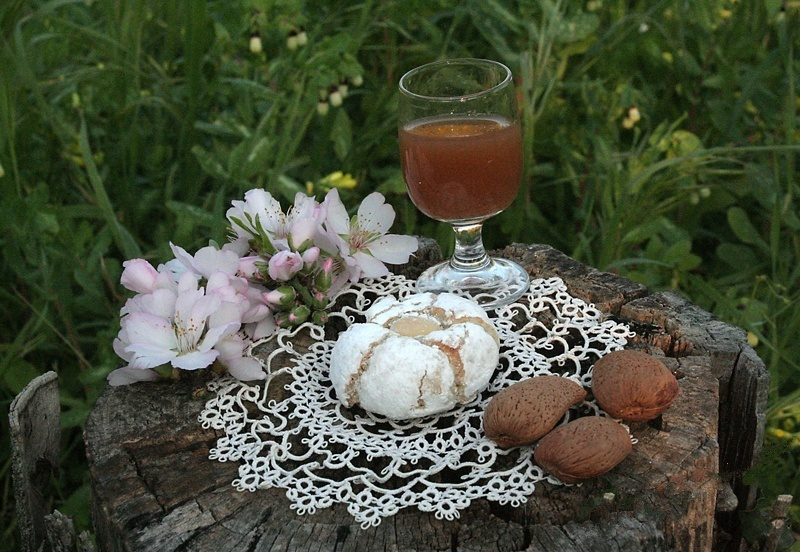
Mandorle con fiori e dolce tipico

È stata selezionata nell'Ottocento dal botanico avolese Giuseppe Bianca.
La fioritura inizia a gennaio. Le mandorle maturano tra la terza decade di luglio e la prima decade di agosto.
Questa varietà è autoincompatibile. Generalmente, per la raccolta, si esegue l'abbacchiatura. La resa in sgusciato è compresa tra il 21 e il 23%. La percentuale di semi doppi è del 15% circa.
È molto ricercata nell'industria dolciaria e per la produzione di confetti.
Insieme alla Romana e alla Fascionello è una delle tre cultivar tutelate nel presidio di Slow Food "Mandorle di Noto".

## Caratteristiche agronomiche

### Albero
- Nome scientifico: Prunus amygdalus
- Famiglia: Rosacee
- Sottofamiglia: Prunoideae
- Pianta: vigorosa e con portamento espanso
- Cultivar: autosterile (impollinatori: Fascionello, Romana)
- Fioritura: precocissima (fine gennaio – primi febbraio)

### Frutto
- Forma: amigdaloide, molto appiattito, appuntito
- Dimensione media: mm 44,5 x 26,2 x 16,7
- Peso medio: g. 7,6

### Gusci
- Colore: marrone
- Consistenza: molto duro
- Peso medio: g. 5,9

### Semi
- Forma: amigdaloidi, appiattiti, uniformi
- Dimensione Media: mm 29,3 x 15,6x 7,1
- Peso Medio: g. 1,5
- Colore: marrone scuro
- Semi doppi: 15‐20%
- Resa commerciale: su frutto in guscio 18‐21